# Televen
 (signalé en août 2025).
Si vous disposez d'ouvrages ou d'articles de référence ou si vous connaissez des sites web de qualité traitant du thème abordé ici, merci de compléter l'article en donnant les références utiles à sa vérifiabilité et en les liant à la section « Notes et références ».
- Archive Wikiwix
- Bing
- Cairn
- DuckDuckGo
- E. Universalis
- Gallica
- Google
- G. Books
- G. News
- G. Scholar
- Persée
- Qwant
- (zh) Baidu
- (ru) Yandex
- (wd) trouver des œuvres sur Wikidata

Pour les articles homonymes, voir Canal 10.
Televen (dérivé de Televisión de Venezuela son nom d'origine), est une chaîne de télévision privée du Venezuela. Elle a commencé ses émissions le 3 juillet 1988.

## Émissions

### Actuelles
- El Noticiero (Televen, 1989-en production) (journal télévisé)
- 100% Venezuela
- Vitrina en Construcion
- La bomba
- Un minuto para ganar
- Tas pillao
- Se ha dicho
- Quién quiere ser millonario
- El show de Maite
- Consentidos estrellas
- Santa diabla (Telemundo, 2013-2014) (telenovela) (2013-en production)
- La vida es hoy
- Regiones
- Divino Niño
- Avenida Brasil (Rede Globo, 2012) (telenovela) (2014-2015)
- La impostora (Telemundo, 2014) (telenovela) (2014-2015)
- Para volver a amar (Televisa, 2010-2011) (telenovela) (2014-2015)
- La mujer del vendaval (Televisa, 2012-2013) (telenovela) (2014-2015)
- Carrusel (SBT, 2012-2013) (telenovela) (2015)
- Mi prima Ciela (RCTV, 2007) (telenovela) (Televen, 2014-2015)
- Latin Angels

Bientôt
- En otra piel (Telemundo, 2014) (telenovela) (2014)
- Piel salvaje (2015) (telenovela)

### Finies
- Cuento de otoño (KBS2, 2000) (K-drama) (2014)
- Nora (Televen, 2014) (telenovela)
- Apuestale a la vida (Pro TV, 2011-2013) (série télévisée) (2014)
- 11-11: En mi cuadra nada cuadra (Nickelodeon Amérique latine, 2013) (telenovela) (2014)
- Mis 3 hermanas (RCTV, 2000) (telenovela) (2014)
- Rookie Blue (Global, 2010-en production) (série télévisée) (????)
- Tu voz estéreo (Caracol Televisión, 2006) (série télévisée) (2013)
- Sonata de invierno (Winter Sonata) (KBS2, 2002)( série télévisée) (2013-2014)
- Las Santísimas (RCN Televisión, 2013) (série télévisée) (2013)
- Como aman los hombres (A Gentleman's Dignity) (SBS, 2012) (K-drama) (2014)
- La tormenta (Caracol Televisión / Telemundo, 2005-2006) (telenovela) 2013-2014)
- Alcatraz (FOX, 2012) (série télévisée) (2012)
- Flashpoint (CTV, 2008-2012) (série télévisée) (????)
- Grachi  (Nickelodeon Amérique latine, 2011-2013) (telenovela) (????)
- Marido en alquiler (Telemundo, 2013-2014) (telenovela) 2013-2014)
- Dama y obrero (Telemundo, 2013) (telenovela) 2013-2014)
- Gabriela (Rede Globo, 2012) (telenovela) 2013-2014)
- Pasión prohibida (Telemundo, 2013) (telenovela) (2013)
- Dulce amargo (2012-2013) (telenovela) (2013, rediffusion)
- El rostro de la venganza (Telemundo, 2012-2013) (telenovela) (2012-2013)
- Corazón valiente (Telemundo, 2012-2013) (telenovela) (2012-2013)
- Pan, amor y sueños (King of Baking, Kim Takgu) (KBS2, 2010) (K-drama) (2013)
- Por ella soy Eva (Televisa, 2012) (telenovela) (2012-2013)
- Corona de lágrimas (Televisa, 2012-2013) (telenovela) (2013)
- Destino (TV Azteca, 2013) (telenovela) (2013)
- Pobres Rico (RCN Televisión, 2012-2013) (telenovela) (2013)
- Amor azul (The Girl in Blue) (Hunan TV, 2010) (C-drama) (2013)
- Las bandidas (Televen, 2013) (telenovela)
- La ley y el orden (Law and Order) (NBC, 1990-2010) (série télévisée) (????)
- Escena del crimen Las Vegas (CSI: Crime Scene Investigation) (CBS, 2000-en production) (série télévisée) (????)
- Escena del crimen Nueva York (CSI: New York) (CBS, 2004-2013) (série télévisée) (????)
- Escena del crimen Miami (CSI: Miami) (CBS, 2002-2012) (série télévisée) (2013)
- Supernatural (The WB, 2005-2006 / The CW, 2006-en production) (série télévisée) (????)
- Rosas y Espinas (Televen / TV Azteca, 2013) (telenovela)
- Rosa diamante (Telemundo, 2012-2013) (telenovela) (2013)
- Soy luna (Disney Channel) (2016)
- Rugrats – Aventuras en Pañales (Nickelodeon)

## Telenovelas
- Nacer contigo (2012)
- Dulce amargo (2012-2013)